# Apanguito
Apanguito är en ort i Mexiko.   Den ligger i kommunen José Joaquín de Herrera och delstaten Guerrero, i den sydöstra delen av landet, 220 km söder om huvudstaden Mexico City. Apanguito ligger 1 685 meter över havet och antalet invånare är 611.
Terrängen runt Apanguito är kuperad åt nordost, men åt sydväst är den bergig. Runt Apanguito är det ganska glesbefolkat, med 43 invånare per kvadratkilometer. Närmaste större samhälle är Acatepec, 15,7 km sydost om Apanguito. I omgivningarna runt Apanguito växer huvudsakligen savannskog.